# Renia rufizona
Renia rufizona är en fjärilsart som beskrevs av George Francis Hampson. Renia rufizona ingår i släktet Renia och familjen nattflyn. Inga underarter finns listade.